# Циклическое число
Циклическое число — целое число, циклические перестановки цифр которого являются произведениями этого числа на последовательные числа. Наиболее известный пример такого числа — 142857:
142857 × 1 = 142857
142857 × 2 = 285714
142857 × 3 = 428571
142857 × 4 = 571428
142857 × 5 = 714285
142857 × 6 = 857142

## Детали
Чтобы число было циклическим, требуется, чтобы умножение на последовательные числа давала перестановки цифр числа. Так, число 076923 не считается циклическим, поскольку, хотя все циклические перестановки являются произведением числа на некоторые целые множители, эти множители не являются последовательными целыми числами:
076923 × 1 = 076923
076923 × 3 = 230769
076923 × 4 = 307692
076923 × 9 = 692307
076923 × 10 = 769230
076923 × 12 = 923076
Обычно исключаются следующие типичные случаи:
1. Отдельные цифры, например, 5
2. повторяющиеся цифры, например, 555
3. повторяющиеся циклические числа, такие как 142857142857

Если в числах не разрешены ведущие нули, то 142857 является единственным циклическим числом в десятичной системе счисления, что определяется необходимой структурой чисел, описанной в следующей секции. Если ведущие нули разрешены, последовательность циклических чисел начинается с:
(106−1) / 7 = 142857 (6 цифр)
(1016−1) / 17 = 0588235294117647 (16 цифр)
(1018−1) / 19 = 052631578947368421 (18 цифр)
(1022−1) / 23 = 0434782608695652173913 (22 цифры)
(1028−1) / 29 = 0344827586206896551724137931 (28 цифр)
(1046−1) / 47 = 0212765957446808510638297872340425531914893617 (46 цифр)
(1058−1) / 59 = 0169491525423728813559322033898305084745762711864406779661 (58 цифр)
(1060−1) / 61 = 016393442622950819672131147540983606557377049180327868852459 (60 цифр)
(1096−1) / 97 = 010309278350515463917525773195876288659793814432989690721649484536082474226804123711340206185567 (96 цифр)

## Связь с повторяющимися десятичными числами
Циклические числа связаны с периодическими десятичными дробями долей единицы. Циклическое число длины L имеет десятичное представление
1/(L + 1).
Наоборот, если десятичный период числа 1 /p (где p простое) равен
p − 1,
то цифры представляют циклическое число.
Например:
1/7 = 0.142857 142857….
Умножение этой дроби даёт циклическую перестановку:
1/7 = 0.142857 142857…
2/7 = 0.285714 285714…
3/7 = 0.428571 428571…
4/7 = 0.571428 571428…
5/7 = 0.714285 714285…
6/7 = 0.857142 857142….

## Формат циклических чисел
Используя связь с долями единицы, можно показать, что циклические числа имеют вид частного Ферма
{\displaystyle {\frac {b^{p-1}-1}{p}}},
где b — основание системы счисления (10 для десятичной системы), а p — простое, которое не делит b. (Простые числа p, которые образуют циклические числа по основанию b, называются полно-повторными простыми или длинными простыми по основанию b ).
Например, для b = 10, p = 7 даёт циклическое число 142857, а для b = 12, p = 5 даёт циклическое число 2497.
Не все значения p дают циклические числа согласно этой формуле. Например, для b = 10, p = 13 даёт 07692307692310, а для b = 12, p = 19 даёт 076B45076B45076B4512. Эти числа не являются циклическими, поскольку состоят из повторяющихся последовательностей.
Первые значения p, для которых формула даёт циклические числа по десятичному основанию (b = 10) (последовательность A001913 в OEIS)
7, 17, 19, 23, 29, 47, 59, 61, 97, 109, 113, 131, 149, 167, 179, 181, 193, 223, 229, 233, 257, 263, 269, 313, 337, 367, 379, 383, 389, 419, 433, 461, 487, 491, 499, 503, 509, 541, 571, 577, 593, 619, 647, 659, 701, 709, 727, 743, 811, 821, 823, 857, 863, 887, 937, 941, 953, 971, 977, 983, …
Для b = 12 (двенадцатеричная система) эти значения p равны (последовательность A019340 в OEIS)
5, 7, 17, 31, 41, 43, 53, 67, 101, 103, 113, 127, 137, 139, 149, 151, 163, 173, 197, 223, 257, 269, 281, 283, 293, 317, 353, 367, 379, 389, 401, 449, 461, 509, 523, 547, 557, 569, 571, 593, 607, 617, 619, 631, 641, 653, 691, 701, 739, 751, 761, 773, 787, 797, 809, 821, 857, 881, 929, 953, 967, 977, 991, …
Для b = 2 (двоичная система) эти значения p равны (последовательность A001122 в OEIS)
3, 5, 11, 13, 19, 29, 37, 53, 59, 61, 67, 83, 101, 107, 131, 139, 149, 163, 173, 179, 181, 197, 211, 227, 269, 293, 317, 347, 349, 373, 379, 389, 419, 421, 443, 461, 467, 491, 509, 523, 541, 547, 557, 563, 587, 613, 619, 653, 659, 661, 677, 701, 709, 757, 773, 787, 797, 821, 827, 829, 853, 859, 877, 883, 907, 941, 947, …
Для b = 3 (троичная система) эти значения p равны (последовательность A019334 в OEIS)
2, 5, 7, 17, 19, 29, 31, 43, 53, 79, 89, 101, 113, 127, 137, 139, 149, 163, 173, 197, 199, 211, 223, 233, 257, 269, 281, 283, 293, 317, 331, 353, 379, 389, 401, 449, 461, 463, 487, 509, 521, 557, 569, 571, 593, 607, 617, 631, 641, 653, 677, 691, 701, 739, 751, 773, 797, 809, 811, 821, 823, 857, 859, 881, 907, 929, 941, 953, 977, …
Не существует таких чисел p в шестнадцатеричной системе.
Известные схемы таких последовательностей получаются из алгебраической теории чисел, а именно, эта последовательность является множество простых p, таких что b является первообразным корнем по модулю p.

## Построение циклических чисел
Циклические числа можно получить следующей процедурой:
Пусть b — основание системы счисления (10 для десятичных чисел)

Пусть p — простое число, не являющееся делителем b.

Положим t = 0.

Положим r = 1.

Положим n = 0.

цикл:
Положим t = t + 1
Положим x = r · b
Положим d = целая часть(x / p)
Положим r = x mod p
Положим n = n · b + d
Если r ≠ 1, переходим в начало цикла.
Если t = p − 1, то n является циклическим числом.
Процедура работает путём вычисления цифр дроби 1 /p по основанию b по алгоритму деления столбиком. На каждом шаге r является остатком, а d является очередной цифрой.
Шаг
n = n · b + d
просто обеспечивает сборку цифр числа. Для компьютеров, не имеющих возможности вычислений с целыми числами очень большого размера, эти цифры можно просто отправлять на печать или собирать другим способом.
Заметим, что при достижении t границы p/2 получившееся число должно быть циклическим и необходимости вычислять дальнейшие цифры нет.

## Свойства циклических чисел
Примечание: Ниже нижний индекс означает основание. Так, 14210 означает число 142 по основанию 10, а 1425 означает число 142 по основанию 5 (то есть 4710).
- Если умножить число на генерирующее простое, получим последовательность цифр ́base−1' (9 в случае десятичного основания). 14285710 × 7 = 99999910.
- Если разбить число на группы цифр (по две, три, четыре и т. д. цифры), а затем сложить полученные числа, получим последовательности девяток. 14 + 28 + 57 = 99, 142 + 857 = 999, 1428 + 5714+ 2857 = 9999 и т. д. … (Это частный случай теоремы Миди.)
- Все циклические числа делятся на ́base−1' (9 в случае десятичного основания).

## Сколько циклических чисел?
Количество циклических чисел, не превышающих 10n, для натуральных n образуют последовательность (последовательность A086018 в OEIS):
1, 9, 60, 467, 3617, 25883, 248881, 2165288, 19016617…
Была высказана гипотеза (пока не доказана), что существует бесконечное множество циклических чисел.
Согласно гипотезе Эмиля Артина эта последовательность содержит 37.395..% простых чисел (для b из последовательности A085397; последовательность A085397 в OEIS).

## Другие системы счисления
Используя вышеприведённую технику, можно найти циклические числа в других системах счисления. 
В двоичной системе последовательность циклических чисел начинается с: (последовательность A001122 в OEIS)
112 =310 → 012
1012 = 510 → 00112
10112 = 1110 → 00010111012
11012 = 1310 → 0001001110112
100112 =1910 → 0000110101111001012
111012 =2910 → 00001000110100111101110010112
1001012 = 3710 → 0000011011101011001111100100010100112
В троичной системе: (последовательность A019334 в OEIS)
23 =210 → 13
123 = 510 → 01213
213 = 710→ 0102123
1223 = 1710 → 00112021221102013
2013 =1910 → 0011021002211201223
10023 = 2910 → 00022101020111222001212021113
10113 = 3110 → 0002121112210202220101110012023
В четверичной системе:
(циклических чисел нет)
В пятеричной системе: (последовательность A019335 в OEIS)
25 = 210 → 25
35 = 310 → 135
125 = 710 → 032412 5
325 = 1710 → 01213402432310425
435 = 2310 → 01020413321434240311235
1225 = 3710 → 0031421220401133424413023224043311025
1335 = 4310 → 0024231412234340431114420213032210104013335
В шестеричной системе: (последовательность A167794 в OEIS)
156 = 1110 → 03134524216
216 = 1310 → 0243405312156
256 = 1710 → 02041224535143316
1056 = 4110 → 00513354124403302344550422014311522532116
1356 = 5910 → 00335444022351041343242503014552201115332045142123130525416
1416 = 6110 → 0033125040441544530143423202205522430515114011025412132353356
2116 =7910 → 002422325434441304033512354102140052450553133230121114251522043201453415503105
В семеричной системе: (последовательность A019337 в OEIS)
27 = 210 → 37
57 = 510 → 12547
147 = 1110 → 04311623557
167 = 1310 → 0352456314217
237 = 1710 → 02611434640552327
327 = 2310 → 02062511343646041553237
567 = 4110 → 01123632621352022505655430340453146441617
В восьмеричной системе: (последовательность A019338 в OEIS)
38 = 310 → 258
58 = 510 → 14638
138 = 1110 → 05642721358
358 = 2910 → 02151734541064756260432367138
658 = 5310 → 01152207175453361404651034766255706023244163731267438
738 = 5910 → 01053307457565116064042554362767244703202126617137352234158
1238 = 8310 → 00612627103665763523215702240305313441732771651506741120142545620755374724643360458
В девятеричной системе:
29 = 210 → 49
(других нет)
В одиннадцатеричной системе 11: (последовательность A019339 в OEIS)
211 = 210 → 511
311 = 310 → 3711
1211 = 1310 → 093425A1768511
1611 = 1710 → 07132651A397845911
2111 = 2310 → 05296243390A581486771A11
2711 = 2910 → 04199534608387A69115764A272311
2911 = 3110 → 039A32146818574A7107896429253611
В двенадцатеричной системе: (последовательность A019340 в OEIS)
512 = 510 → 249712
712 = 710 → 186A3512
1512 = 1710 → 08579214B36429A712
2712 = 3110 → 0478AA093598166B74311B28623A5512
3512 = 4110 → 036190A653277397A9B4B85A2B1568944824120712
3712 = 4310 → 0342295A3AA730A068456B879926181148B1B5376512
4512 = 5310 → 02872B3A23205525A784640AA4B9349081989B6696143757B11712
В тринадцатеричной системе: (последовательность A019341 в OEIS)
213 = 210 → 613
513 = 510 → 27A513
B13 = 1110 → 12495BA83713
1613 = 1910 → 08B82976AC414A356213
2513 = 3110 → 055B42692C21347C7718A63A0AB98513
2B13 = 3710 → 0474BC3B3215368A25C85810919AB79642A713
3213 = 4110 → 04177C08322B13645926C8B550C49AA1B96873A613
В 14-ричной системе: (последовательность A019342 в OEIS)
314 = 310 → 4914
1314 = 1710 → 0B75A9C4D268341914
1514 = 1910 → 0A45C7522D398168BB14
1914 = 2310 → 0874391B7CAD569A4C261314
2114 = 2910 → 06A89925B163C0D73544B82C7A1D14
3B14 = 5310 → 039AB8A075793610B146C21828DA43253D6864A7CD2C971BC5B514
4314 = 5910 → 03471937B8ACB5659A2BC15D09D74DA96C4A62531287843B21C80D406914
В 15-ричной системе: (последовательность A019343 в OEIS)
215 = 210 → 715
D15 = 1310 → 124936DCA5B815
1415 = 1910 → 0BC9718A3E3257D64B15
1815 = 2310 → 09BB1487291E533DA67C5D15
1E15 = 2910 → 07B5A528BD6ACDE73949C631842115
2715 = 3710 → 061339AE2C87A8194CE8DBB540C26746D5A215
2B15 = 4110 → 0574B51C68BA922DD80AE97A39D286345CC116E415
В шестнадцатеричной системе:
(циклических чисел нет)
В 17-ричной системе: (последовательность A019344 в OEIS)
217 = 210 → 817
317 = 310 → 5B17
517 = 510 → 36DA17
717 = 710 → 274E9C17
B17 = 1110 → 194ADF7C6317
1617 = 2310 → 0C9A5F8ED52G476B1823BE17
1E17 = 3110 → 09583E469EDC11AG7B8D2CA7234FF617
В 18-ричной системе: (последовательность A019345 в OEIS)
518 = 510 → 3AE718
B18 = 1110 → 1B834H69ED18
1B18 = 2910 → 0B31F95A9GDAE4H6EG28C781463D18
2118 = 3710 → 08DB37565F184FA3G0H946EACBC2G9D27E1H18
2718 = 4310 → 079B57H2GD721C293DEBCHA86CA0F14AFG5F8E436518
2H18 = 5310 → 0620C41682CG57EAFB3D4788EGHBFH5DGB9F51CA3726E4DA993118
3518 =5910 → 058F4A6CEBAC3BG30G89DD227GE0AHC92D7B53675E61EH19844FFA13H718
В 19-ричной системе: (последовательность A019346 в OEIS)
219 = 210 → 919
719 = 710 → 2DAG5819
B19 = 1110 → 1DFA6H538C19
D19 = 1310 → 18EBD2HA475G19
1419 = 2310 → 0FD4291C784I35EG9H6BAE19
1A19 = 2910 → 0C89FDE7G73HD1I6A9354B2BF15H19
1I19 = 3710 → 09E73B5C631A52AEGHI94BF7D6CFH8DG842119
В двадцатеричной системе: (последовательность A019347 в OEIS)
320 = 310 → 6D20
D20 = 1310 → 1AF7DGI94C6320
H20 = 1710 → 13ABF5HCIG984E2720
1320 = 2310 → 0H7GA8DI546J2C39B61EFD20
1H20 = 3710 → 0AG469EBHGF2E11C8CJ93FDA58234H5II7B720
2320 = 4310 → 0960IC1H43E878GEHD9F6JADJ17I2FG5BCB3526A4D20
2720 = 4710 → 08A4522B15ACF67D3GBI5J2JB9FEHH8IE974DC6G381E0H20
В 21-ричной системе: (последовательность A019348 в OEIS)
221 = 210 → A21
J21 = 1910 → 1248HE7F9JIGC36D5B21
1221 = 2310 → 0J3DECG92FAK1H7684BI5A21
1821 = 2910 → 0F475198EA2IH7K5GDFJBC6AI23D21
1A21 = 3110 → 0E4FC4179A382EIK6G58GJDBAHCI6221
2B21 = 5310 → 086F9AEDI4FHH927J8F13K47B1KCE5BA672G533BID1C5JH0GD9J21
3821 = 7110 → 06493BB50C8I721A13HFE42K27EA785J4F7KEGBH99FK8C2DIJAJH356GI0ID6ADCF1G5D21
В 22-ричной системе: (последовательность A019349 в OEIS)
522 = 510 → 48HD22
H22 = 1710 → 16A7GI2CKFBE53J922
J22 = 1910 → 13A95H826KIBCG4DJF22
1922 = 3110 → 0FDAE45EJJ3C194L68B7HG722I9KCH22
1F22 = 3710 → 0D1H57G143CAFA2872L8K4GE5KHI9B6BJDEJ22
1J22 = 4110 → 0BHFC7B5JIH3GDKK8CJ6LA469EAG234I5811D92F22
2322 = 4710 → 0A6C3G897L18JEB5361J44ELBF9I5DCE0KD27AGIFK2HH722
В 23-ричной системе: (последовательность A019350 в OEIS)
223 = 210 → B23
323 =310 → 7F23
523 = 510 → 4DI923
H23 = 1710 → 182G59AILEK6HDC423
2123 = 4710 → 0B5K1AHE496JD4KCGEFF3L0MBH2LC58IDG39I2A6877J1M23
2D23 = 5910 → 08M51CJK65AC1LJ27I79846E9H3BFME0HLA32GHCAL13KF4FDEIG8D5JB723
3K23 = 8910 → 05LG6ADG0BK9CL4910HJ2J8I21CF5FHD4327B8C3864EMH16GC96MB2DA1IDLM53K3E4KLA7H759IJKFBEAJEGI823
В 24-ричной системе: (последовательность A019351 в OEIS)
724 = 710 → 3A6KDH24
B24 = 1110 → 248HALJF6D24
D24 = 1310 → 1L795CM3GEIB24
H24 = 1710 → 19L45FCGME2JI8B724
1724 = 3110 → 0IDMAK327HJ8C96N5A1D3KLG64FBEH24
1D24 = 3710 → 0FDEM1735K2E6BG54CN8A91MGKI3L9HC7IJB24
1H24 = 4110 → 0E14284G98IHDB2M5KBGN9MJLFJ7EF56ACL1I3C724
В 25-ричной системе:
225 = 210 → C25
(других нет)
Заметим, что для троичного основания (b = 3) случай p = 2 даёт 1, что по правилам не является циклическим числом (тривиальный случай, одна цифра). Здесь же этот случай приведён для полноты теории, что все числа получаются таким способом.
Можно показать, что циклических чисел (отличных от тривиальных случаев с одной цифрой) не существует в системах счисления с квадратным основанием, то есть с основаниями 4, 9, 16, 25 и т. д..